# Echthroplexiella emeljanovi
Echthroplexiella emeljanovi är en stekelart som beskrevs av Trjapitzin 1972. Echthroplexiella emeljanovi ingår i släktet Echthroplexiella och familjen sköldlussteklar.
Artens utbredningsområde är Mongoliet. Inga underarter finns listade i Catalogue of Life.